# Paola Suárez
Paola Suárez, född 23 juni 1976 i Pergamino, Argentina, är en argentinsk högerhänt tidigare professionell  tennisspelare med störst framgångar i dubbel.

## Tenniskarriären
Paola "La Negra" Suárez blev professionell spelare på WTA-touren i mars 1994. Hon har hittills (april 2007) vunnit fyra singel- och 44 dubbeltitlar på touren och dessutom 12 singel- och sju dubbeltitlar i ITF-arrangerade turneringar. Suarez rankades som bäst som världsnia i singel (juni 2004) och som etta i dubbel (september 2002). Hon har i prispengar spelat in 5,094,531 US dollar.   
Som singelspelare har Paola Suaréz visserligen varit framgångsrik, hon nådde 2004 semifinalen i Grand Slam-turneringen Franska öppna (förlust mot Jelena Dementieva) och har dessutom spelat tre kvartsfinaler i GS-turneringar, men hennes främsta meriter har hon som dubbelspelare tillsammans med spanjorskan Virginia Ruano Pascual. Tillsammans har de under perioden 2001-2006 vunnit åtta dubbeltitlar i GS-turneringar och dessutom dubbeltiteln i säsongsavslutande WTA Tour Championships 2003. Paret har inte, trots tre finaler (2002, 2003 och 2006), vunnit Wimbledonmästerskapen.
Den första GS-titeln vann paret Suaréz/Pascual 2001 i Franska öppna genom finalseger över Virginia Ruano Jelena Dokic/Conchita Martínez (6-2, 6-1). De upprepade sin seger året därpå, denna gång genom finalseger över Lisa Raymond/Rennae Stubbs (6-4, 6-2). Säsongerna 2004 och 2005 vann de över Svetlana Kuznetsova/Jelena Likhovtseva (6-0, 6-3) och Cara Black/Liezel Huber (4-6, 6-3, 6-3).  
Paola Suárez vann 2004 tillsammans med landsmaninnan Patricia Tarbini brons i dubbel i olympiska sommarspelen i Aten.
Paola Suaréz deltog i det argentinska Fed Cup-laget 1996, 1999, 2001-02 och 2004. Hon har totalt spelat 19 matcher (16 i singel ) av vilka hon totalt vunnit 14 (12 i singel). I olika Fed Cup-matcher har hon besegrat spelare som Ai Sugiyama, Anke Huber och Nathalie Tauziat.

## Spelaren och personen
Paola Suárez spelar med dubbelfattad backhand. Hon är 170 cm lång och väger 64 kg. Vid sidan av tennis tycker hon om gymnastik, dans och att lyssna på musik. 
Suaréz och Virginia Ruano Pascual blev utnämnda till årets dubbelteam tre år i rad (2002-2004).   
Hon bor i Munro i Argentina.

## Grand Slam-titlar
- Australiska öppna
  - Dubbel - 2004
- Franska öppna
  - Dubbel - 2001, 2002, 2004, 2005
- US Open
  - Dubbel - 2002, 2003, 2004

Samtliga GS-dubbeltitlar vann Paola Suaréz tillsammans med Virginia Ruano Pascual. 